# Psammophis tanganicus
Psammophis tanganicus är en ormart som beskrevs av Loveridge 1940. Psammophis tanganicus ingår i släktet Psammophis och familjen snokar. Inga underarter finns listade i Catalogue of Life.
Denna orm förekommer i Afrika i Etiopien, Somalia, Sudan, Kenya och till centrala Tanzania. Arten lever i låglandet och i bergstrakter upp till 1700 meter över havet. För fynd från Eritrea och Libyen är inte klart om de tillhör arten. Individerna vistas i torra savanner, halvöknar och i buskskogar. Honor lägger ägg.
För beståndet är inga hot kända. Hela populationen anses vara stor. IUCN listar arten som livskraftig (LC).